# Quechua (Höhenstufe)

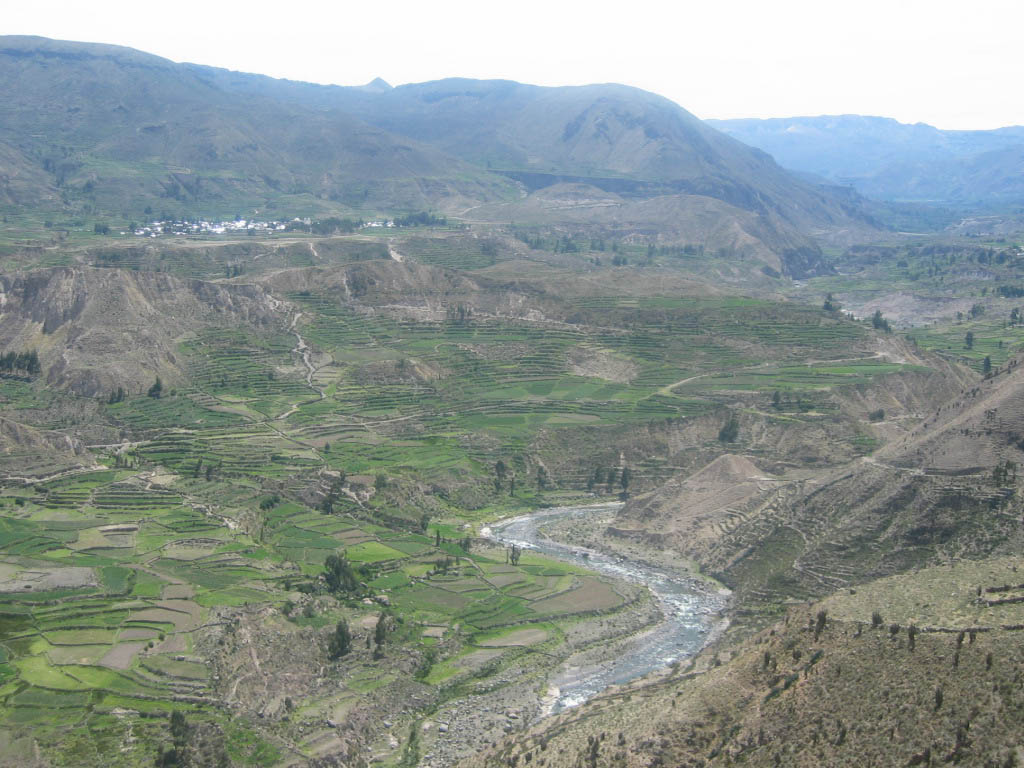
Valle del Colca, Arequipa, Peru

Die Quechua (aus Quechua Qhichwa „Gebirgstal“) ist eine Höhenstufe der Anden von etwa 2300 bis 3500 m Höhe über dem Meeresspiegel (nach Javier Pulgar Vidal).
Die Quechua-Region war im Inkareich die am dichtesten besiedelte Höhenstufe der Anden. Nach ihren Bewohnern erhielt auch die Quechua-Sprache ihren Namen.
Das Klima ist semiarid mit Regenfällen im Sommer, die mit der Höhe über dem Meeresspiegel zunehmen, während gleichzeitig die Temperaturen abnehmen. Das Landschaftsrelief ist schroff und durch enge Täler ausgezeichnet. Die Flüsse und Bäche sind reißend und führen im Sommer mehr Wasser.
Niedrige Vegetation dominiert, doch gedeihen auch noch Bäume, insbesondere an den Flussläufen.

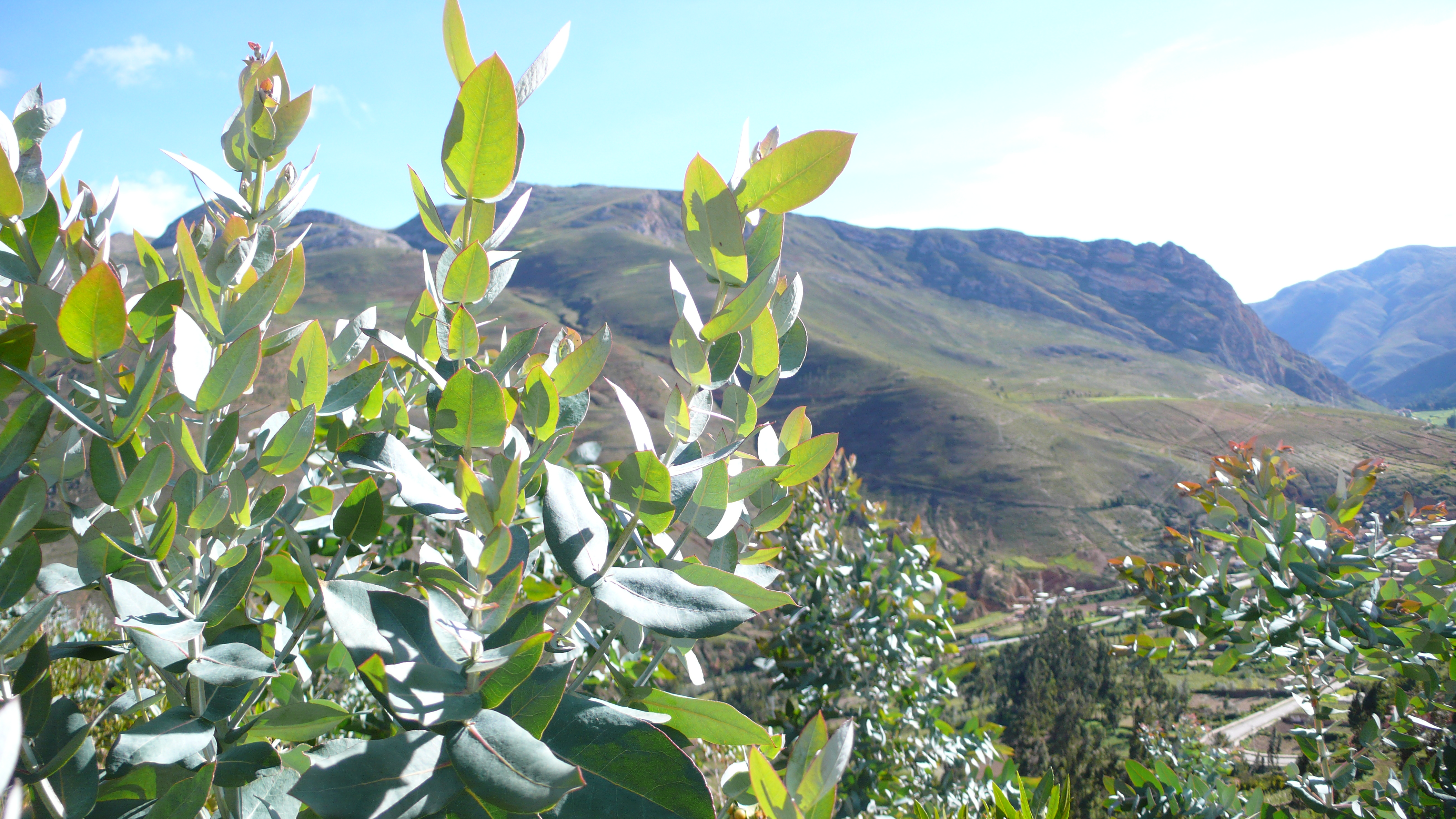
Eukalyptus bei Acobamba

In den letzten Jahrzehnten hat eine gezielte und ungezielte Aufforstung mit Eucalyptus globulus stattgefunden, diese ursprünglich aus Australien stammende invasive Art prägt mittlerweile das Gesicht der Landschaft.
An einheimischen Arten werden insbesondere Mais (etwa hundert verschiedene Sorten), Gartenbohne, Kürbisse, Passionsfrucht, Tomaten, Papaya, das Kürbisgewächs Cyclanthera pedata (kaywa) und die zu den Doldenblütlern gehörende Knollenfrucht Arracacia xanthorriza (raqacha) angebaut. Aus Europa bzw. Asien stammende Feldfrüchte der Region sind Weizen, Erbse und Saubohne, hinzu kommen Obstbäume (Pfirsich, Süß- und Sauerkirsche, Birne, Äpfel).